# 22 (bài hát của Lily Allen)
"22" là bài hát của nữ ca sĩ nước Anh Lily Allen từ album phòng thu thứ hai của cô, It's Not Me, It's You. Bài hát được sáng tác bởi Allen và Greg Kurstin, đĩa đơn được phát hành ngày 24 tháng 8 năm 2009. Đây là đĩa đơn thứ từ album này của Allen trên toàn thế giới, nhưng chỉ thứ ba ở Vương quốc Anh, sau khi hãng thu âm Regal Recordings quyết định không phát hành "Fuck You" ở quốc gia này. Một phiên bản khác của bài hát có tên "22 (Vingt-deux)" đã được phát hành riêng ở Pháp.
Các nhà phê bình đã khen ngợi bài hát có ca từ và phần nhạc sôi động, ẩn chứa sự trưởng thành của cô. Đĩa đơn đã lọt vào top 20 ở Anh, Hà Lan, Ireland và Úc, đem lại cho cô đĩa đơn top 20 tiếp theo ở các quốc gia này. Video âm nhạc của bài hát mô tả hình ảnh Allen nhìn thấy mình trong quá khứ và nhận ra mình đã phí phạm cuộc đời vào những thứ vô nghĩa. "22" cũng xuất hiện trong nhạc phim của telenovela Brasil Vivir a Vida.

## Sáng tác và thông tin
Khi mô tả về album, Allen nói "chúng tôi quyết định thử tạo ra những âm thanh sôi động hơn, lớn hơn, những bài hát thanh tao hơn, những bài hát thật". Cô chọn "22" làm đĩa đơn và sau đó nói rằng, lời bài hát nói về một người phụ nữ gần 30 tuổi nhận ra mình đã sống gần hết quãng tuổi xuân. Cô còn bình luận về ý nghĩa bài hát:
Bài hát nói về những cô gái không biết mình muốn làm gì cho bản thân, đặc biệt là những cô gái đẹp. Họ có thể dựa vào nhan sắc của mình để làm nhiều việc: những anh chàng sẽ trả tiền đồ ăn, đồ uống cho họ và họ chẳng cần phải bận tâm chuyện gì cả. Rồi họ chợt nhận ra họ đang chẳng làm gì cho cuộc đời và khi nhìn lại, tất cả đã quá trễ. Tất nhiên, bài viết này viết về một người. Đa số các bài hát của tôi đều bắt đầu từ những cảm hứng như thế, và sau đó chúng trở nên phổ quát hơn.
Về nhạc lý, bài hát được viết ở nhịp C, khóa Đô thứ, với tempo 132 nhịp/phút, phần nhạc nền có sử dụng tiếng piano và ghi-ta.
Bản đĩa đơn phát hành tại Pháp là phiên bản Allen hát cùng với nam ca sĩ Pháp Ours, với tên gọi "22 (Vingt-deux)"; phiên bản này sau đó đã có mặt trong EP Paris Live Session.

## Thành công thương mại
Ca khúc này có mặt trên UK Singles Chart ở vị trí 79 và sau đó leo lên vị trí 14, đem lại cho Allen ca khúc top 20 thứ 8 của cô ở đây. Nó đạt được thành công tương tự ở Ireland, với vị trí số 12, trở thành đĩa đơn top 20 thứ ba của nữ ca sĩ từ album It's Not Me It's You ở quốc gia này. Tại Úc, ca khúc cũng đạt vị trí số 12, được Hiệp hội công nghiệp thu âm Úc chứng nhận đĩa Vàng. Tại châu Âu, phiên bản hát cùng Ours đạt vị trí số 23 tại Pháp, còn phiên bản gốc thì đạt được thành công vừa phải ở các nước khác, lọt vào top 40 ở Đức, Hà Lan, Wallonie và Flanders của Bỉ. Ca khúc cũng lọt vào bảng xếp hạng European Hot 100 Singles của Billboard, ở vị trí 43.

## Video âm nhạc

Hình ảnh Lily Allen "già", trong video âm nhạc của "22".

Video âm nhạc của bài hát được quay ở Tây Luân Đôn ngày 1 tháng 6 năm 2009, do Jake Scott đạo diễn. Theo tờ Daily Mirror, Allen mang một chiếc váy màu nâu sô-cô-la, với một kiểu tóc mới và biểu diễn cùng 20 vũ công trong video.
Video bắt đầu với cảnh Allen đi vào phòng tắm một hộp đêm và hòa vào trang điểm cùng rất nhiều phụ nữ khác. Cô và những người khác tranh nhau chỗ đứng trang điểm trước gương. Lúc bắt đầu bôi son, cô nhìn thấy trong gương là hình ảnh một Lily Allen đẹp và trẻ trung, hình ảnh của chính cô trước đó, cũng đang làm điều tương tự. Sau đó cô tiếp tục trang điểm, còn Allen "trẻ" thì đứng hát trong gương phần điệp khúc bài hát. Sang lời hai, máy quay quay cảnh nhiều phụ nữ khác trong phòng đang sửa sang quần áo và nói chuyện. Đến điệp khúc, tất cả mọi người trong phòng đứng lại xung quanh chiếc gương và cùng Allen hát điệp khúc: "It's sad, but it's true / How society says her life is already over".
Hình ảnh bất ngờ đảo ngược, quay cảnh một Allen trẻ đang đứng trong phòng tắm, khiêu vũ cùng một người đàn ông. Cô đến đứng trước một cái gương, hát phần điệp khúc cuối và nhìn thấy hình ảnh Allen "già" trong đó. Nghĩ rằng mình cũng trở nên già và xấu xí như thế trong tương lai, cô lặng lẽ rời khỏi hộp đêm.

## Danh sách bài hát và định dạng
| - CD đĩa đơn 1. "22" — 3:05 2. "Not Fair" (Far Too Loud Electro Radio Edit) — 3:20 - Đĩa 7" vinyl A. "22" — 3:05 B. "22" (The Big Pink Remix) — 5:07 - CD đĩa đơn Pháp – Quảng cáo 1. "22 (Vingt Deux)" (hát cùng Ours) — 3:06 2. "22" — 3:05 3. "Not Fair" (Far Too Loud Electro Radio Edit) — 3:20 |

## Danh sách thực hiện
- Hát chính — Lily Allen
- Sáng tác — Lily Allen và Greg Kurstin
- Nhà sản xuất — Greg Kurstin
- Hòa âm — Greg Kurstin
- Thu âm, Keyboard, Bass, Guitar — Greg Kurstin
- Chỉ đạo nghệ thuật — Dan Sanders

## Xếp hạng và doanh số
| Bảng xếp hạng (2009–2010)        | Vị trí cao nhất |
| -------------------------------- | --------------- |
| Australian Singles Chart         | 12              |
| Austrian Singles Chart           | 54              |
| Belgian (Flanders) Singles Chart | 43              |
| Belgian (Wallonia) Singles Chart | 34              |
| Dutch Top 40                     | 18              |
| European Hot 100 Singles         | 43              |
| French Singles Chart             | 23              |
| German Singles Chart             | 85              |
| Irish Singles Chart              | 12              |
| New Zealand Singles Chart        | 28              |
| Swiss Singles Chart              | 71              |
| UK Singles Chart                 | 14              |

| Bảng xếp hạng (2009) | Vị trí |
| -------------------- | ------ |
| UK Singles Chart     | 171    |

| Quốc gia | Chứng nhận | Doanh số |
| -------- | ---------- | -------- |
| Úc       | Vàng       | 35.000+  |